# Hraničná (Kraslice)
Hraničná (deutsch Markhausen) ist ein Ortsteil von Kraslice in Tschechien. Das historische Dorf Markhausen wurde abgesiedelt und abgerissen. Es ist daher eine Wüstung im Okres Sokolov in Tschechien.
Der heutige Ortsteil Hraničná ist ein reines Gewerbegebiet.

## Geographische Lage
Hraničná liegt zwischen Kraslice und Klingenthal im Vogtland an der Grenze zu Deutschland. Durch die Flur fließt die Zwodau.

## Geschichte

Infotafel an der Grenze zwischen Klingenthal und Kraslice

Die Siedlung entstand im 13. Jahrhundert und gehörte dem Kloster Waldsassen, welches das Gebiet kolonialisierte. Der Name Markhausen hängt mit der Lage unmittelbar an der Grenze zu Deutschland gegenüber Klingenthal zusammen (Mark für Grenze und Hausen für Häuser – „Häuser an der Grenze“).
Die erste urkundliche Erwähnung von Markhausen stammt von 1348 als Teil des Schönbacher Ländchens; in der späteren Zeit erlosch der Ort wieder. Der Bewohner siedelten am Markhausener Bach, einer der Bäche vom Ursprungberg.
1608 wurde Markhausen neu gegründet; der Ort wird 1715 auf einer von Adam Friedrich Zürner gezeichneten Karte des Elbogener Kreises erwähnt. Die Ansiedlung gehörte damals zum Nachbarort Schönwerth. Um 1730 ist der Ort „Marckhausen“ auf der Karte des sächsischen Amtes Voigtsberg des Kupferstechers und Verlegers Johann George Schreiber verzeichnet. Die Bewohner fanden ihren Lebensunterhalt in der Herstellung von Holzkohle, im Bergbau und in den Hammerwerken.
1610 wird Markhausen zur Katastralgemeinde. 1847 hatte Markhausen 32 Häuser mit 302 Einwohnern, die sich nun vorwiegend von der Landwirtschaft und der Herstellung von Spitzen ernährten.
1930 war Markhausen eine Industriegemeinde im Bezirk Graslitz mit 143 Häusern und 1253 Einwohnern, von denen 1162 Deutsche, 37 Tschechen und 54 Ausländer waren. Es gab eine Vier-Klassen-Schule, die Freiwillige Feuerwehr Markhausen, Post, Zollamt, Gendarmerie-Station, Kino, Freibad, eine Fabrik, Handwerker und Händler. Das gesellschaftliche Leben spielte sich in den sechs Vereinen und zwei Musikkapellen und vorwiegend in den acht im Dorf vorhandenen Gaststätten ab. Die günstige Lage an der Grenze zu Sachsen sicherte Markhausen einen regen Verkehr in Handel und Tourismus. Ziel der Besucher waren vor allem die genannten Wirtshäuser, in denen Konzerte und Tanzveranstaltungen stattfanden; weithin bekannt waren der „Braune Hund“, die „Reichsgrenze“ und die „Schwarze Katz“. Zwischen 1938 und 1945 gehörte die Gemeinde zum deutschen Landkreis Graslitz. 1946 wurden die deutschen Bewohner aufgrund der Beneš-Dekrete vertrieben. Das Dorf erhielt 1947 den neuen Namen Hraničná (etwa „Grenzdorf“, ein auch in anderen Fällen wie Paadorf anzutreffender künstlicher Name). Da der Ort zunächst mit Bewohnern aus dem Landesinneren der Tschechoslowakei wieder besiedelt wurde, hatte Markhausen im Jahr 1948 220 Einwohner. 1955 jedoch begann der Abriss des Dorfes, um, wie auch andernorts, eine unbewohnte Grenzzone zu schaffen; der Zutritt war bis 1967 verboten.
Im Jahr 1960 wurde Hraničná nach Kraslice eingemeindet.
Nach der Samtenen Revolution nutzte man die günstige Lage an der Grenze zu Deutschland für drei neue Gaststätten, drei Tankstellen, einige kleine Supermärkte und einen Asia-Markt. Die Straße zwischen Klingenthal und Kraslice ist für Pkw frei und wird intensiv befahren.

## Friedhof
Vor 1934 wurden die Bewohner Markhausens in Graslitz beerdigt. 1934 wurde ein Friedhof in Markhausen angelegt. Das war nur 12 Jahre vor der Vertreibung der Deutschen im Jahre 1946. Er hatte eine massive Kapelle mit Türmchen und kleiner Glocke darin, rechts neben dem Eingang zum Friedhof. Hier wurden in diesen 12 Jahren etwa 55 Personen bestattet.
Der Friedhof befand sich im landschaftlich schönen „Hintermarkhausener Tal“ in Richtung des Ortes Ursprung unweit des „Staner Bachl's“. Der ehemalige Friedhof befindet sich heute in einem über 60 Jahre alten Waldbestand, der offenbar natürlich entstanden ist. Der Friedhof befindet sich westlich der Straße Klingenthal-Kraslice im Seitental des Staner Bachl's., etwa 300 m von der Hauptstraße entfernt an der Südseite dieses Tales an dem dort am linken (südlichen) Talhang entlanglaufenden Waldweg. In unmittelbarer Nähe wurde ein (zweiter) Gedenkstein für das abgerissene Dorf am Bach aufgestellt.
Es blieb von der Kapelle eine Ruine erhalten. Die Umfassungsmauer des Friedhofes wurde offenbar komplett abgetragen. Erhalten blieben etwa 20 Grabeinfassungen. Bei den meisten Gräbern wurde die Inschrift oder der Grabstein zerstört. Nur in Einzelfällen ist die Inschrifttafel erhalten/noch lesbar.

## Einwohnerentwicklung
| Jahr | Einwohnerzahl |
| ---- | ------------- |
| 1869 | 467           |
| 1880 | 615           |
| 1890 | 950           |

| Jahr | Einwohnerzahl |
| ---- | ------------- |
| 1900 | 1137          |
| 1910 | 1453          |
| 1921 | 1218          |

| Jahr | Einwohnerzahl |
| ---- | ------------- |
| 1930 | 1253          |
| 1950 | 175           |
| 1961 | 0             |